# 武本悠佑
武本 悠佑（たけもと ゆうすけ、1998年5月1日 - ）は、日本の俳優である。佐賀県出身。

## 略歴
小さな頃から姉の影響でアイドルや2.5次元俳優などを見ており、Kis-My-Ft2の玉森裕太に憧れたことをきっかけに芸能活動を始めた。2017年11月にBOYS AND MENエリア研究生の福岡版・BOYS AND MEN研究生福岡の一期メンバーとなって、その運営事務所フォーチュンエンターテイメントの下で活動する。2019年6月のエリア研究生のデビューシングル『無敵のONE WAY ROAD』にも福岡メンバーとして参加したが、その後脱退。同年にスターレイプロダクションのオーディションに合格し、12月に同社のボーイズグループ・ONE BEAT DREAMに加入した。
2020年、ミュージカル『新テニスの王子様』のオーディションに合格し、本格的に俳優業をスタートした。俳優に専念するため、同年10月10日をもってONE BEAT DREAMを卒業した。
2025年1月18日、所属事務所のスターレイプロダクションが武本との専属契約の解除を発表した。
武本において同社に対する契約違反行為が認められたため、これ以上のマネジメントやサポートを継続することが困難と判断し、武本本人とも協議の上、専属契約を解除した旨、経緯が説明された。
同月20日、舞台『魔道祖師 邂逅編』の藍思追役を降板することが発表された。
2月21日、自身のXに謝罪の文書を投稿し、全ての仕事を降板することを明らかにした。

## 人物
趣味はボルダリング、筋トレ、カラオケ、ラップ。特技はダンス、アクロバット、バク転。

## 出演
太字は主演。

### 舞台
- ホワイト☆タイツ（2018年）[12]
- ミュージカル『新テニスの王子様』 - ⽩⽯蔵ノ介 役
  - The First Stage（2020年12月12日 - 2021年2月14日、日本青年館ホール 他）[13]
  - Revolution Live 2022（2022年10月6日 - 10日、幕張メッセ 幕張イベントホール）[14]
  - The Third Stage（2023年10月6日 - 11月12日、TOKYO DOME CITY HALL 他）[15]
- 舞台「コトバノコトバ」（2021年3月17日 - 21日、シアターサンモール） - ステイ 役[16][17]
- 舞台「Another lenz」（2021年5月15日 - 23日、新宿FACE） - 只野 役[18]
- Live Musical「SHOW BY ROCK!!」－DO根性北学園編－夜と黒のReflection（2021年8月19日21日 - 8月29日[注釈 2]、天王洲 銀河劇場）- 919 役[19]
- お通夜イレブン（2021年9月8日 - 12日、草月ホール）※公演延期[20]
- ミュージカル『刀剣乱舞』 ～江水散花雪～（2022年1月30日 - 3月13日、アイプラザ豊橋 他）- 南泉一文字 役[21]
- 舞台「パタリロ!」～ファントム～（2022年9月、天王洲 銀河劇場 / サンケイホールブリーゼ）- タマネギ部隊 役[22]
- 「SK∞ エスケーエイト The Stage」第二部 The Last Part～俺たちの無限大～（2023年1月11日 - 15日、シアター1010）- 暦 役[23]
- 巌流島（2023年2月10日 - 3月27日、明治座 他）- 辻風一之進 役[24]
- 舞台「年金未納者ミャーキ」（2023年4月19日 - 23日、あうるすぽっと）- ヒロオ 役（W主演）[25]
- ミュージカル「クリスマスキャロル2023」（2023年12月7日 - 13日、東京キネマ倶楽部） -　青年スクルージ 役
- Asterism vol.08「THE JUDGMENT DAY」（2024年3月1日 - 10日、シアターグリーン BOX in BOX THEATER）[26]
- 舞台「川越ボーイズ・シング」-喝采のクワイア-（2024年6月22日 - 30日、シアターH） - 矢沢ひろし 役[27]
- 舞台「夢職人と忘れじの黒い妖精」（2024年8月2日 - 12日、シアターH） - レン 役[28][29]

### テレビドラマ
- キス×kiss×キス〜LOVE ⅱ SHOWER〜「アトリエキス」（2023年11月3日 - 12月22日、テレビ東京） - 山城清 役[30]

### 配信ドラマ
- さよなら、ハイスクール（2022年、Hulu）[31]

### 映画
- ペテン狂騒曲（2024年7月5日、フリック） - 我妻恭史 役[32]

### テレビ番組
- ぽかぽか（2023年7月13日・7月31日、フジテレビ）[33]